# Fandango
O Fandango ou marujada é um estilo musical caracterizado pela sua dança, com movimentos frenéticos, conhecido na Europa, na Espanha e Portugal e nos estados do Sul do Brasil, desde o período barroco, além de outros países, como o México. A sua singularidade é caracterizada por movimentos vivos e exibicionistas.

## Fandango na Espanha

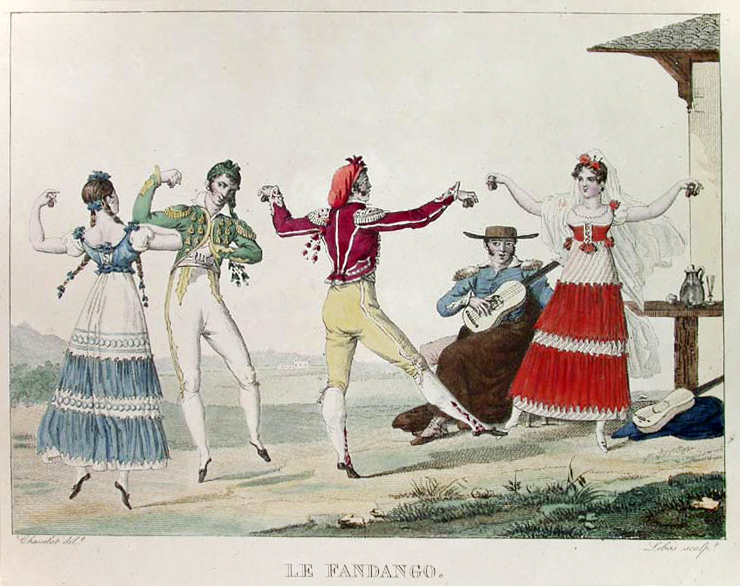
Pintura de dançarinos de fandango castelhano do século XVIII, por Pierre Chasselat (1753-1814).

Os etnógrafos acreditam que o fandango surgiu na Espanha no século XVII. Já no século XVIII o fandango tornou-se muito popular na Espanha, sendo muito apreciado pela aristocracia. O estilo espanhol mescla sapateados e pequenos saltos.
A melodia mais antiga do fandango foi encontrada na obra Libro de diferentes cifras de guitarra, de 1705, e a descrição mais antiga da dança foi registrada numa carta de 1712 do padre espanhol Martín Martí.
Na Galiza o fandango foi referenciado pela primeira vez no livro A gaita gallega, de Xoán Manuel Pintos Villar, que foi publicado em 1853. Na obra, o fandango é mencionado junto a outra dança galega, a muinheira. No início do século XX, o cancioneiro, de Casto Sampedro Folgar, apresentava o fandango como um estilo musical estrangeiro e muito similar à jota espanhola.
Em Alosno, município da província de Huelva, o tradicional fandango parao é uma dança típica local. Trata-se de um baile onde usam chocalhos (cascabeleros). O folguedo é realizado após a procissão e missa de São João Batista, em 24 de junho. Em 2010, o fandango de Huelva, na Andaluzia, considerado um bem imaterial, passou a ser reconhecido como tesouro nacional (Bien de Interés Cultural) da Espanha.

## Fandango em Portugal
O fandango lusitano é preservado em várias comunidades de Portugal. A dança e as festividades aparecem como manifestações folclóricas em diversas regiões. O fandango chegou a Portugal no século XVIII, vindo dos palcos do teatro espanhol. O ritmo espanhol foi contagiante em Portugal. Chegou primeiro como dança de salão ao círculo aristocrático e só posteriormente invadiu as tabernas, em ambiente de homens. A influência foi tão significativa que o fandango até alcançou os conventos. Neste momento as mulheres já ocupavam os espaços das danças, rodopiando ao som da música e do estalido dos dedos. Foi a partir daí que o fandango passou a ser visto também como instrumento de sedução.
De modo geral, a dança portuguesa é caracterizada como inebriante e viril. O Fandango Ribatejano é um dos fandangos mais conhecidos. No norte do Ribatejo, na margem do rio Tejo, os campinos usam trajes típicos mais escuros e mantêm danças mais lentas. Na região da grande lezíria os fandangueiros dançam nas áreas rurais, de forma mais agitada, vestindo roupas típicas mais elegantes e com adornos. As características musicais do fandango de Ribatejo são semelhantes ás encontradas no Alentejo. O fandango ainda é dançado em praticamente em todas as províncias de Portugal, com diferentes arranjos, ritmos, cantares e movimentos coreográficos. Somente no Ribatejo há quase vinte variantes de fandangos, além de acordeons, tocados também por pífaros, gaitas-de-beiços, harmónios e clarinetes. Nas suas variadas formas, o fandango português pode ser ainda também uma versão apenas instrumental, sendo ou não cantado, dançado em roda ou dançado a pares com várias combinações.

## Fandango no Brasil
No Brasil o fandango é uma das manifestações populares mais antigas, tendo recebido influências de outras culturas e possuindo características específicas em cada região. O termo fandango, no Brasil, se aplica a dois grandes grupos de folguedos populares: O baixoto marítimo do ciclo natalino, também denominado de marujada . É encontrado em alguns estados nordestinos, por isso as vezes denominado como fandango nordestino; e o baile sulista, encontrado no Rio Grande do Sul, Santa Catarina, Paraná, Mato Grosso do Sul e São Paulo. No Rio Grande do Sul e em Santa Catarina é mais conhecido o fandango gaúcho. Já no Paraná e em São Paulo, o fandango caiçara e quilombola. No estado de São Paulo, principalmente no Vale do Ribeira e litoral, várias comunidades, entre elas caiçaras, quilombolas, ribeirinhos e caboclos, mantêm as tradições de diversas danças, como o fandango.

### Fandango caiçara

Apresentação do fandango caiçara, registrado pelo IPHAN, em Paranaguá.

No litoral do Paraná e de São Paulo, principalmente no norte do litoral paranaense e sul do litoral paulista, o fandango é um gênero musical e coreográfico fortemente associado ao modo de vida da população caiçara, por isso é denominado de Fandango Caiçara. É considerado uma expressão musical-coreográfica-poética e festiva, com características particulares das culturas que colonizaram as regiões do litoral sul paulista e paranaense.
Os primeiros colonizadores açorianos trouxeram o fandango ao litoral do Paraná, em 1750. Os açorianos e posteriormente também os índios carijós começaram a praticar o fandango durante o entrudo, evento antecessor do carnaval. Durante os quatro dias de festas, o povo recorria com exclusividade para tocar o fandango. Para além dos mutirões, o fandango era a principal diversão e momento de socialização das comunidades caiçaras, estando presente em diversas festas religiosas, batizados, casamentos e, especialmente, no carnaval, quando os quatro dias de festa eram realizados ao som dos instrumentos do fandango. No século XVIII o fandango na região foi proibido, conforme Ordenanças Reais e petição da Igreja Católica, onde ambas consideravam a prática um ato atentatório aos bons costumes por permitir bebidas alcoólicas e danças. Em1792, por exemplo, a festa do Santíssimo Sacramento em Paranaguá proibiu a apresentação de fandangueiros para resguardar o caráter religioso da devoção aos santos. O fandango foi preservado nas comunidades mais isoladas, sendo ainda realizado nas festas de santo, como nas festas de devoção a São Pedro, São Gonçalo e Romarias do Divino.
Os bailarinos são chamados de folgadores ou folgadeiras, até porque dançavam na folga do sábado para o domingo. Eles interpretam diversas coreografias as quais ganham nomes específicos como Andorinha, Xarazinho, Tonta, etc. O fandango é acompanhado com duas violas (as quais de maneira geral tem cinco cordas), uma rabeca ou maxixe. Para obter um batido ritmado e forte, os homens usam botas ou tamancos. Possui uma coreografia espontânea, podendo ser valsada, com participantes que dançam com os pés rastejados no chão, ou podendo ser sapateadas, tendo acompanhamento de palmadas. Sua singularidade pode ser observada na escala que eles utilizam, semelhante aos cânticos litúrgicos e populares da Idade Média.
No Paraná a culinária dessas comunidades caiçaras receberam influências açorianas e indígenas, e podem, por exemplo, encontrar o barreado, prato típico preparado a base de carne, toucinho e vários temperos. O barreado é um prato servido nos bailes de fandango, juntamente com a cachaça. Em 2011 o Fandango Caiçara recebeu do Instituto do Patrimônio Histórico e Artístico Nacional (IPHAN), o título de Patrimônio Cultural do Brasil, o primeiro "bem imaterial" do Sul do Brasil.

### Fandango quilombola

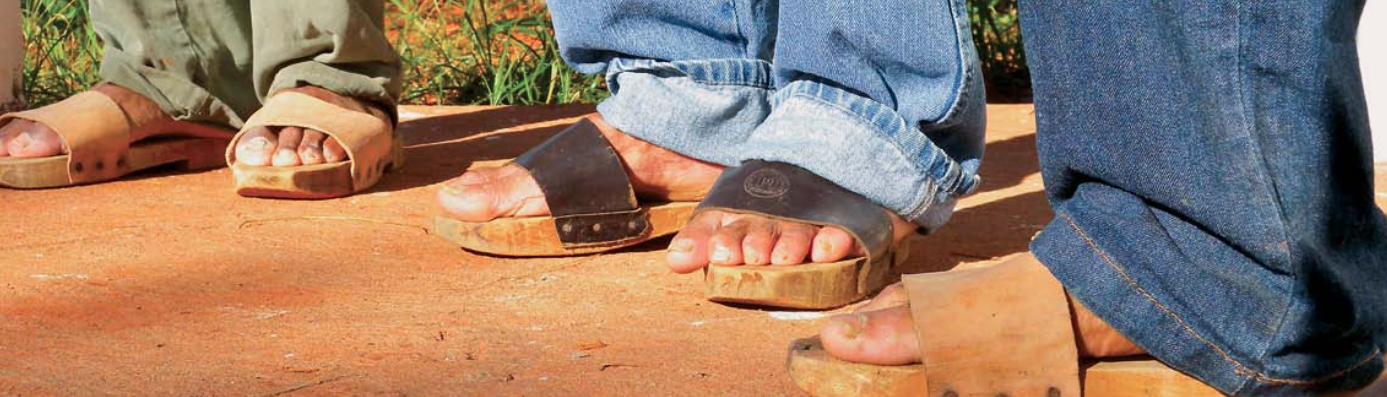
Tamancos de madeira, usados na Dança Nhá Maruca, no Vale do Ribeira, no Brasil.

Outra variação do fandango brasileiro, é o fandango quilombola que é preservado em muitas comunidades rurais, principalmente no Vale do Ribeira, entre os estados brasileiros de São Paulo e Paraná. Entre as danças, existe a Dança da Nhá Maruca, ainda praticada no Quilombo Sapatu, no município de Eldorado. Trata-se de uma variante do tradicional fandango batido (valsado), onde os homens dançam com tamanco de madeira usados para fazer barulho, conforme sapateiam ao ritmo das músicas com som da viola.

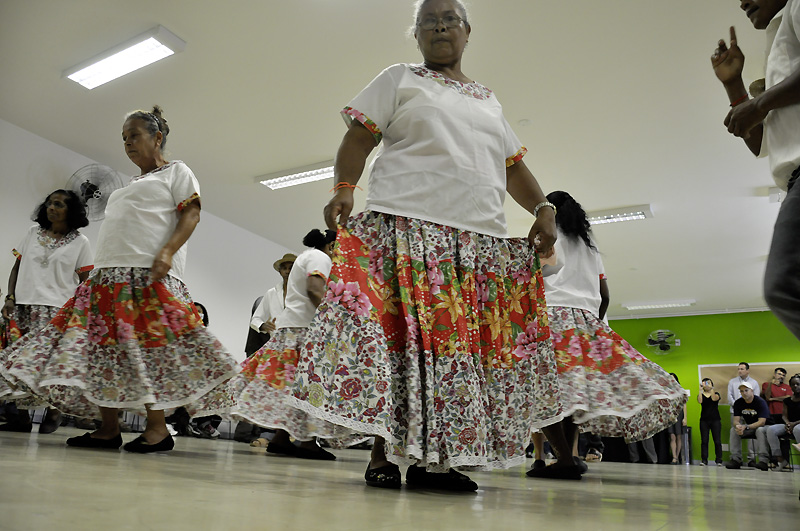
Dança Nhá Maruca, do fandango quilombola, na Comunidade Quilombola de Sapatu, no Vale do Ribeira.

Nos bailes de antigamente a coreografia da Nhá Maruca era realizada ao amanhecer do dia, como despedida da festividade. A dança, com influências africanas e indígenas, está preservada na memórias dos quilombolas, onde reconstituem as músicas, com letras e versos de antigamente. No município de Eldorado foi formado o Grupo da Nhá Maruca, grupo folclórico formado por quilombolas, que se apresentam em eventos culturais.

### Fandango tropeiro
Entre os séculos XVIII e XIX, o tropeiro era o condutor de tropas de muares do Rio Grande do Sul, até Sorocaba, em São Paulo. Essas tropas pernoitavam em inúmeras localidades que foram surgindo nesse percurso. Durante as pernoites, os tropeiros e os moradores locais realizavam rodas de dança e música. O fandango tropeiro é uma herança desse período, sendo ainda realizado em algumas comunidades. O fandango tropeiro também é conhecido como fandango paulista, fandango caipira, fandango de chinelas, ou fandango de esporas. Diferentemente do fandango de tamancos (caiçara e quilombola), os dançarinos usam botas de meio cano com esporas, típicas de tropeiros paulistas. As chilenas são esporas não dentadas, além de enfeitar o calçado, tem a função de servir como instrumento de percussão durante a dança. A dança de estilo tropeiro lembra a dança catira (cateretê). Em relação a indumentária os dançarinos usam botas pretas, chapéus pretos, camisas de manga longa, calças com listas e lenços no pescoço.
Essa dança caipira é executada apenas por cavalheiros, não tendo a participação de damas. Durante a dança, o sapateado é acompanhado por violas, lembrando gestos e nomes que fazem referência ao cotidiano dos tropeiros, representando assim o modo de vida rural dessa população. A dança possui diversos movimentos coreográficos que recebem nomes como: Varginha Simples; Bate na Bota; Pula Sela; Vira Corpo; Quebra-Chifres; Passo da Tropa. Existem alguns grupos folclóricos que preservam essa variação de fandango. Esses grupos estão localizados na região do antigo caminho dos tropeiros, como o tradicional grupo Irmãos Lara. O fandango tropeiro pode ser encontrado no interior do estado de São Paulo, principalmente na região de Sorocaba. Ocorre em municípios como Capela do Alto, Tatuí e Sorocaba. Os grupos de fandango se apresentam em diversos festivais do estado, como no Festival de Folclore de Olímpia.
Uma outra variação de fandango tropeiro paulista é o fandango de tamanco cuitelo. Essa variação é uma mistura que recebeu influências com características da dança caipira com tamancos, sendo encontrada na região de Ribeirão Grande, onde há o Grupo de Fandango de Tamanco Cuitelo de Ribeirão Grande. Esse fandango, cantado e sapateado, é dançado por homens ao som da viola de dez cordas, sanfona de oito baixos e o tradicional tamanco de madeira. A madeira mais utilizada para a confecção dos tamancos, é a madeira da laranjeira, por ser resistente e não rachar. Os homens utilizam trajes caipiras, com camisas xadrez (ou não) de manga comprida, calças jeans, lenço no pescoço e chapéu de palha.

### Fandango curitibano
No Paraná, na região de Curitiba, especialmente no município de Campo Largo, pode ser encontrado o curitibano, uma dança folclórica do fandango. A dança de roda é praticada por moças e rapazes, onde os jovens solteiros, aos pares, cantam declarações com letras que remetem sentimentos como o amor, despeitos e ciúmes. Ao som da gaita, os participantes formam uma roda e iniciam movimentos coreográficos como o requebrado e o sapateado. Um par inicia um embate poético, dando uma volta dançando em torno da roda. O cavalheiro canta um verso e em seguida a dama responde. O par volta dançando até onde estava, sendo substituído por outro par, que repete a encenação, até todos os pares fazerem o mesmo.

### Fandango gaúcho
No sul do Brasil, no interior dos estados do Rio Grande do Sul, Santa Catarina e Paraná, é comum encontrar o baile sulista, onde, entre outras danças, preservam o fandango gaúcho. Na dança, executada principalmente no Rio Grande do Sul, homens e mulheres usam os tradicionais trajes gaúchos, os dançarinos trajam camisas, calças bombachas e botas (não utilizam tamancos como os caiçaras). Já as dançarinas, usam vestidos longos de tecidos lisos com  saia rodada. A dança é executada em pares de dançarinos. As damas, sem sapatear, dançam com movimentos insinuantes e requebros. Já os cavaleiros sapateiam continuadamente, enquanto fazem as esporas tilintar ritmicamente, movimentando o corpo, sinuosamente, serpenteando. Os passos principais dessa modalidade de fandango dividem-se em três categorias: o rufado ou batido; o bailado ou valsado; o rufado e valsado. As danças são executadas com muita música, sempre com instrumentos musicais como a viola e o acordeão.

## Fandango no México

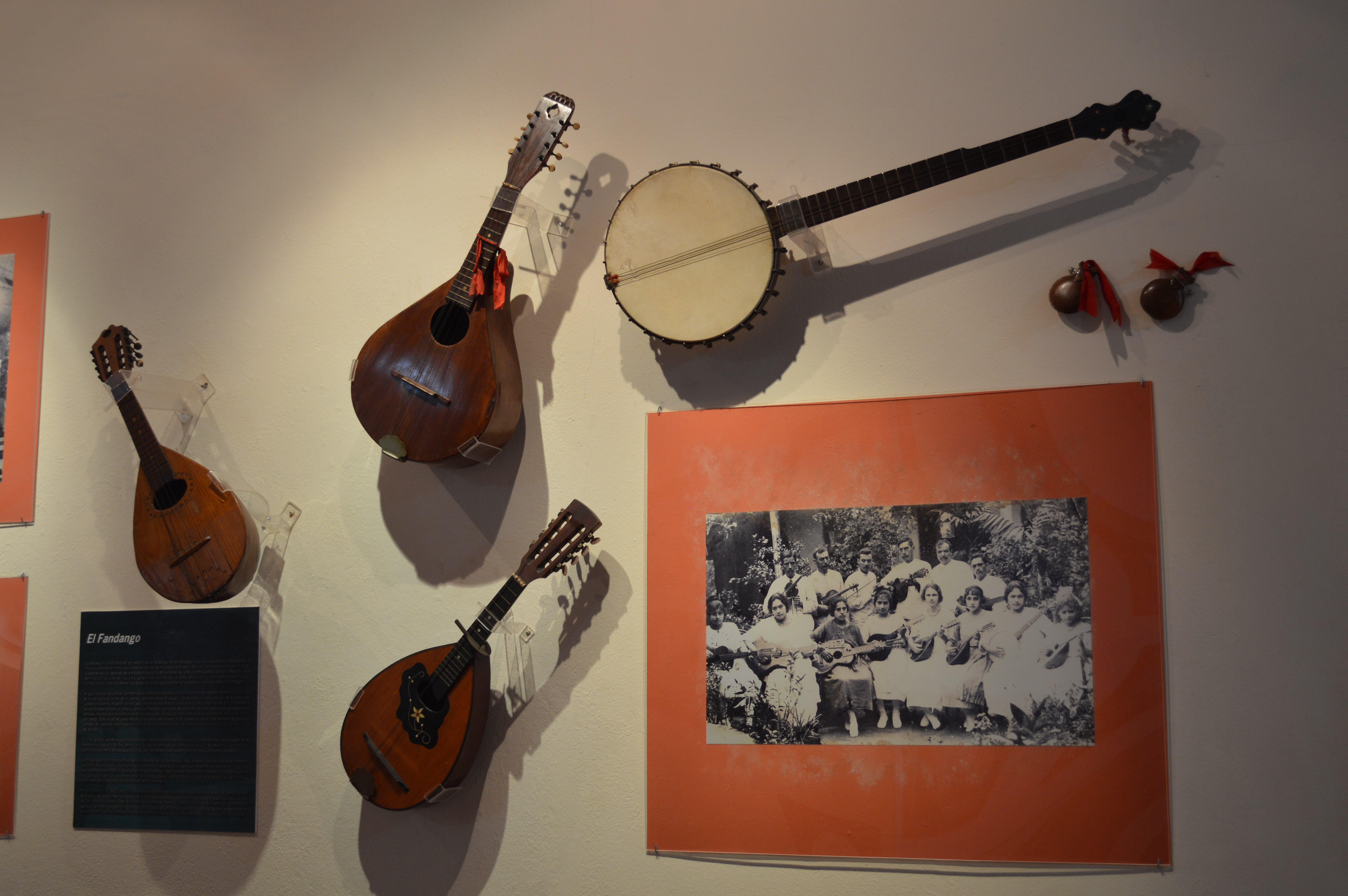
Instrumentos musicais usados no fandango, no Museo Regional de San Andres Tuxtla, Veracruz, México.

No México o fandango está presente desde a época da colonização, sendo a dança levada pelos espanhóis. O fandango mais conhecido é o Fandango Veracruzano, da região de Veracruz. O fandango desta região é uma festa popular onde as pessoas se reúnem para dançar, tocar e cantar em um ambiente comunitário. Os músicos locais tocam músicas do estilo Son Jarocho, estilo musical folclórico típico da região. As pessoas dançam o sapateado (zapateado) em cima de um grande tablado de madeira.